# Simpsonichthys ocellatus
 Simpsonichthys ocellatus és un peix de la família dels rivúlids i de l'ordre dels ciprinodontiformes.

## Morfologia
Els mascles poden assolir els 3,2 cm de longitud total.

## Distribució geogràfica
Es troba a Sud-amèrica: Brasil.